# Shelter (phim 2007)
Shelter là một bộ phim lãng mạn chính kịch Mỹ năm 2007 được sản xuất bởi JD Disalvatore và được đạo diễn và viết bởi Jonah Markowitz. Phim có sự tham gia của Trevor Wright, Brad Rowe và Tina Holmes. Đó là người chiến thắng của "Outstanding Film – Limited Release" tại GLAAD Media Awards 2009, Đạo diễn mới xuất sắc nhất và Tác phẩm tự sự được yêu thích tại Liên hoan phim đồng tính & đồng tính nam Seattle, và Giải thưởng Lựa chọn của mọi người cho Phim hay nhất tại Liên hoan phim Queer Vancouver. Shelter đại diện cho sự ra mắt của đạo diễn Markowitz.

## Nội dung
Zach là một nghệ sĩ trẻ đầy tham vọng sống ở San Pedro, California. Anh đã từ bỏ giấc mơ đến trường nghệ thuật để làm việc và giúp đỡ chị gái Jeanne, người cha tàn tật và cháu trai năm tuổi Cody, người mà anh chăm sóc hầu hết thời gian vì Jeanne vô trách nhiệm dành cho cô tiệc tùng thời gian. Làm việc như một đầu bếp ngắn hạn để kiếm đủ tiền, Zach sử dụng thời gian rảnh của mình để vẽ, lướt web và đi chơi với bạn gái Tori và người bạn thân Gabe.
Khi anh trai của Gabe, Shaun trở về nhà từ Los Angeles trong vài tuần, Zach và Shaun đã phát triển một tình bạn thân thiết khi họ cùng nhau lướt sóng. Shaun, một nhà văn xuất bản, khuyến khích Zach kiểm soát cuộc sống của mình và theo đuổi tham vọng của mình là CalArts, một trường đại học nghệ thuật lớn. Một đêm sau khi uống rượu, Zach và Shaun hôn nhau. Tuy nhiên, Zach không sẵn sàng từ bỏ cảm xúc của mình ngay lập tức và đấu tranh với việc liệu anh ta có thể là người đồng tính hay không. Tuy nhiên, chẳng mấy chốc, anh đến nhà của Shaun và hai người bắt đầu đi chơi và qua đêm cùng nhau. Sau đó, Jeanne tiết lộ bạn trai Alan đang đến Portland để phỏng vấn xin việc và cô muốn đi cùng anh vào cuối tuần nên cô cần Zach chăm sóc Cody. Zach miễn cưỡng, nhưng đồng ý. Khi Shaun mời anh ta đến, anh ta bảo anh ta mang Cody đi cùng và cả ba có khoảng thời gian tuyệt vời bên nhau. Mối quan hệ của Zach và Shaun bắt đầu nảy nở, đồng thời Shaun xây dựng mối quan hệ bền chặt với Cody.
Zach cảm thấy không thoải mái khi cả Gabe và Jeanne tìm hiểu về mối quan hệ của anh với Shaun. Mặc dù Gabe rất ủng hộ, Jeanne tiết lộ ý kiến đồng tính của cô và nói với Zach rằng cô không muốn Cody quanh quẩn với Shaun vì anh là người đồng tính. Cô khẳng định rằng vì cha của Cody không còn trong ảnh nữa, cô cần Zach trở thành người có ảnh hưởng tích cực và là hình mẫu cho Cody. Trong một bữa tiệc vào tối hôm đó, Zach trở nên mâu thuẫn và kết thúc mọi chuyện với Shaun, lý do rằng cậu ta không thích anh ta. Shaun nói với anh ta rằng rõ ràng đó là những gì anh ta muốn và gọi anh ta là một kẻ hèn nhát vì quá sợ hãi để đối phó với nó.
Shaun bí mật nộp đơn đăng ký trường nghệ thuật của Zach và Zach cuối cùng được chấp nhận nhận học bổng toàn phần. Khi Alan nhận được công việc ở Portland, Jeanne muốn chuyển đến đó vĩnh viễn với anh ta nhưng không muốn lấy Cody. Cô ấy muốn rời khỏi Cody với Zach trong thời gian này. Zach một lần nữa buộc phải quyết định giữa việc đặt người khác lên trên hết và bỏ bê ước mơ của mình, như anh vẫn luôn làm. Sau đó, anh cố gắng nói với Tori về mối quan hệ của anh với Shaun, chỉ để biết cô đã biết và rất ủng hộ. Sau khi Zach quyết định cuối cùng tiến lên với sự nghiệp nghệ thuật của mình, anh đến gặp Shaun và thú nhận rằng anh đã được nhận vào trường trong quá khứ, nhưng đã bỏ nó để chăm sóc gia đình sau khi mẹ anh qua đời. Bây giờ quyết tâm cuối cùng sẽ đi theo những gì anh ấy muốn trong cuộc sống, anh ấy khẳng định lại tình yêu của mình dành cho Shaun và hai người đã làm hòa, thực hiện kế hoạch chuyển đến sống gần trường.
Sau đó anh ta đến gặp Jeanne, người đang chuẩn bị rời đi với Alan. Zach mạnh dạn bước đến gần cô, tay trong tay với Shaun và đưa ra tối hậu thư cho Jeanne. Nếu cô ấy muốn rời khỏi Cody với cậu ấy thì cô ấy sẽ phải chấp nhận rằng Cody sẽ sống cùng cậu ấy và Shaun. Jeanne cố gắng mặc cảm với Zach, nhưng anh nhắc nhở cô rằng cô là người đang bỏ rơi con trai mình chứ không phải anh. Anh ta nói với cô rằng Shaun là một chàng trai tốt, quan tâm đến anh ta và Cody, và rằng một cuộc sống với họ là điều tốt nhất cho Cody. Anh nói với cô rằng anh dự định cuối cùng sẽ tạo ra cuộc sống mà anh thực sự muốn cho mình. Jeanne đồng ý, chấp nhận những gì thực sự tốt nhất cho Cody và để anh ta chăm sóc Zach và Shaun khi cô đi đến Portland cùng Alan. Bộ phim kết thúc với cảnh Zach, Shaun và Cody vui vẻ chơi đùa trên bãi biển cùng nhau như một gia đình.

## Diễn viên
- Trevor Wright vai Zach
- Brad Rowe vai Shaun
- Tina Holmes vau Jeanne
- Jackson Wurth vai Cody
- Ross Thomas vai Gabe
- Katie Walder vai Tori
- Albert Reed vai Billy
- Joy Gohring vai Ellen
- Matt Bushell vai Alan
- Caitlin Crosby vai Shari
- Raquel Justin vai blue

## Sản xuất
Shelter được quay trong 21 ngày, chủ yếu ở San Pedro và Laguna Beach, California, với cảnh quay bổ sung tại Bel Air và Malibu, California. Một tiêu điểm hình ảnh trong suốt bộ phim là Cầu Vincent Thomas trong Cảng Los Angeles.
Tác phẩm nghệ thuật được miêu tả trong phim là tác phẩm của nghệ sĩ L.A Ryan Graeff, người có nghệ thuật đường phố xuất hiện trên khắp khu vực và được mô tả trên blog của anh ấy Restitution Press.
Nhạc phim chuyển động có nhạc gốc của ca sĩ/nhạc sĩ giành giải Grammy Shane McAnally (ghi có vào Shane Mack).

## Phát hành
Shelter ra mắt tại Frameline Film Festival lần thứ 31 tại San Francisco vào ngày 16 tháng 6 năm 2007 và được chiếu tại các rạp vào ngày 24 tháng 7 năm 2008. Nó đã phát tại hơn 100 liên hoan phim trên toàn thế giới và giành được 27 giải thưởng "Best Of". Bộ phim được phát hành trên DVD vào ngày 27 tháng 5 năm 2008 tại Hoa Kỳ. DVD bao gồm bình luận sản xuất của nhà văn/đạo diễn Jonah Markowitz và các diễn viên Trevor Wright và Brad Rowe.
Bộ phim được phát hành trên DVD ở Anh vào ngày 11 tháng 8 năm 2008, mặc dù bản phát hành ở Anh không bao gồm các bài bình luận. Bộ phim được phát hành trên Blu-ray ở Anh vào tháng 10 năm 2011.

## Nhạc phim
Album nhạc phim, Shelter: Music from the Motion Picture, được phát hành vào năm 2008.
1. "Goin' Home" (được viết và thực hiện bởi Bill Ferguson)
2. "I Like That" (được viết và thực hiện bởi Shane Mack)
3. "No Way Home" (được viết và thực hiện bởi Matt Pavolaitis và Brett Cookingham)
4. "Pirate Sounds" (được viết bởi Ariel Rechtshald, Josh Kessler, Marc Ferrari, và Lewis Pesacov, được thực hiện bởi Matthew Popieluch)
5. "Teenage Romanticide" (được viết bởi Jen Mitz, Nina Martinez, và Susan Gale, được thực hiện bởi Dance Yourself to Death)
6. "Look for Love" (được viết và thực hiện bởi Tony Valenzuela)
7. "Darkness Descends" (được viết bởi Ariel Rechtshald, Josh Kessler, Marc Ferrari, and Lewis Pesacov, được thực hiện bởi Matthew Popieluch)
8. "Vaporizer" (được viết và thực hiện bởi Nicholas Viterelli)
9. "What Do You Believe In" (được viết bởi Jeffrey S. Haycock; sắp xếp bởi Christopher J Welsh & Scott "SkooB" Wilson; được thực hiện bởi The Vengers)
10. "Trying" (được viết bởi Ariel Rechtshald, Josh Kessler, và Matthew Popieluch, được thực hiện bởi Matthew Popieluch)
11. "Gimmie Clam" (được viết và thực hiện bởi Nicholas Viterelli)
12. "Break" (được viết và thực hiện bởi Shane Mack)
13. "Reflection" (được viết và thực hiện bởi Todd Hannigan)
14. "Lie to Me" (được viết và thực hiện bởi Shane Mack)
15. "Time to Time" (được viết bởi Stewart Lewis và Reed Foehl, được thực hiện bởi Stewart Lewis)
16. "More Than This" (được viết và thực hiện bởi Shane Mack)
17. "Long Way Home" (được viết và thực hiện bởi Shane Mack)
18. "Remember to Forget" (được viết và thực hiện bởi Shane Mack)
19. "Cool of Morning" (được viết và thực hiện bởi Matt Pavolaitis và Brett Cookingham)

## Tiếp tân quan trọng
Trên Metacritic, bộ phim giữ số điểm 66 dựa trên 11 đánh giá, cho thấy "đánh giá chung có lợi".
Trong bảy năm qua, Shelter đã nằm trong top ba trên Logo's NewNowNext cuộc thăm dò ý kiến độc giả hàng năm "Top 100 phim đồng tính hay nhất" và đã được #1 hai lần. Sid Smith từ Chicago Tribune nói rằng Shelter '"nắm bắt được vẻ đẹp, sự hồi hộp và đau đớn của tình yêu trẻ và rút ra một niềm vui ngẫu nhiên ra khỏi quá trình." Entertainment Weekly đã cho bộ phim xếp hạng B + và Tạp chí Out gọi nó là "một tác phẩm kinh điển ngay lập tức". Thời báo Seattle viết: "Những gì có thể là một vấn đề tiêu chuẩn sắp ra mắt, bộ phim sắp đến tuổi phát triển một sự thân mật đáng chú ý. Đó là một vai diễn nhiều ngôi sao, và Wright biến nó thành của riêng mình. niềm đam mê và sự tinh nghịch, cũng như mặt bí mật và đôi khi hèn nhát của anh ấy."
Albert Williams từ Chicago Reader đã viết "những gì có thể là một câu chuyện sắp ra mắt thường lệ được làm phong phú bởi màn trình diễn thành công và trung thực của Trevor Wright, cuộc đối thoại thẳng thắn của Jonah Markowitz, và kỹ xảo điện ảnh của Joseph White, lướt sóng và hoàng hôn u sầu ngoài khơi Malibu." Elizabeth Weitzman từ New York Daily News đã viết "các diễn viên Trevor Wright và Brad Rowe đã đủ tốt để biến một câu chuyện ra công thức thành một câu chuyện tình lãng mạn."
Ca ngợi bộ phim, David Weigand từ San Francisco Chronicle đã chỉ ra "một màn trình diễn tuyệt vời của Trevor Wright trong vai chính, một diễn viên phụ mạnh mẽ, điện ảnh rất tốt và, nhất là, tính chân thực về cảm xúc", đặc biệt là "màn trình diễn cân bằng và tinh tế" của Trevor Wright "hạn chế và cân bằng hiệu suất" như "trái tim đang đập của bộ phim ngay từ đầu ".

## Giải thưởng
- GLAAD Media Awards – Đoạt giải, Outstanding Film – Limited Release, 2009.
- Seattle Lesbian & Gay Film Festival – Đoạt giải, Best New Director (Jonah Markowitz), 2007.
- Seattle Lesbian & Gay Film Festival – Đoạt giải, Favorite Narrative Feature, 2007.
- Vancouver Queer Film Festival – Đoạt giải, People's Choice Award for Best Feature, 2007.
- Tampa Gay & Lesbian Film Festival – Đoạt giải, Best Actor (Trevor Wright), 2007.
- Tampa Gay & Lesbian Film Festival – Đoạt giải, Audience Award for Best Cinematography (Joseph White), 2007.
- Philadelphia International Gay & Lesbian Film Festival – Đoạt giải, Special Award for first-time director (Jonah Markowitz), 2007.
- Dallas OUT TAKES – Đoạt giải, Best Film, 2007.
- Outfest – Đoạt giải, HBO Outstanding First Dramatic Feature (Jonah Markowitz), 2007.
- Melbourne Queer Film Festival – Đoạt giải, Audience Choice Award for Best Feature, 2007.